# PlayStation: The Official Magazine
PlayStation: The Official Magazine é uma revista anunciada pela Sony Computer Entertainment em 1 de Outubro de 2007, que irá tratar de jogos da mesma. Ela terá 13 publicações por ano (uma por mês mais a especial de Natal. A primeira edição sairá no Natal de 2007, substituindo a PlayStation Magazine, em Novembro de 2007.